# Boisné-La Tude
Boisné-La Tude ist eine französische Gemeinde mit 661 Einwohnern (Stand: 1. Januar 2022) im Département Charente in der Region Nouvelle-Aquitaine. Die Gemeinde gehört zum Arrondissement Angoulême, zum Kanton Tude-et-Lavalette und zum 2017 gegründeten Gemeindeverband Lavalette Tude Dronne.
Boisné-La Tude wurde zum 1. Januar 2016 aus den vormals eigenständigen Gemeinden Charmant, Chavenat und Juillaguet gebildet. Der Verwaltungssitz befindet sich in Charmant.

## Geografie
Boisné-La Tude liegt im Süden der historischen Provinz Angoumois, etwa 14 Kilometer südlich von Angoulême. Umgeben wird Boisné-La Tude von den Nachbargemeinden Fouquebrune im Norden, Magnac-lès-Gardes im Nordosten, Ronsenac im Osten und Südosten, Gurat im Südosten, Montmoreau im Süden und Südwesten sowie Chadurie im Westen und Nordwesten.

## Gliederung
| Ortsteil                   | ehemaliger INSEE-Code | Fläche (km²) | Einwohnerzahl (2022) |
| -------------------------- | --------------------- | ------------ | -------------------- |
| Charmant (Verwaltungssitz) | 16082                 | 17,15        | 332                  |
| Chavenat                   | 16092                 | 09,83        | 173                  |
| Juillaguet                 | 16172                 | 07,27        | 156                  |

## Sehenswürdigkeiten

### Charmant

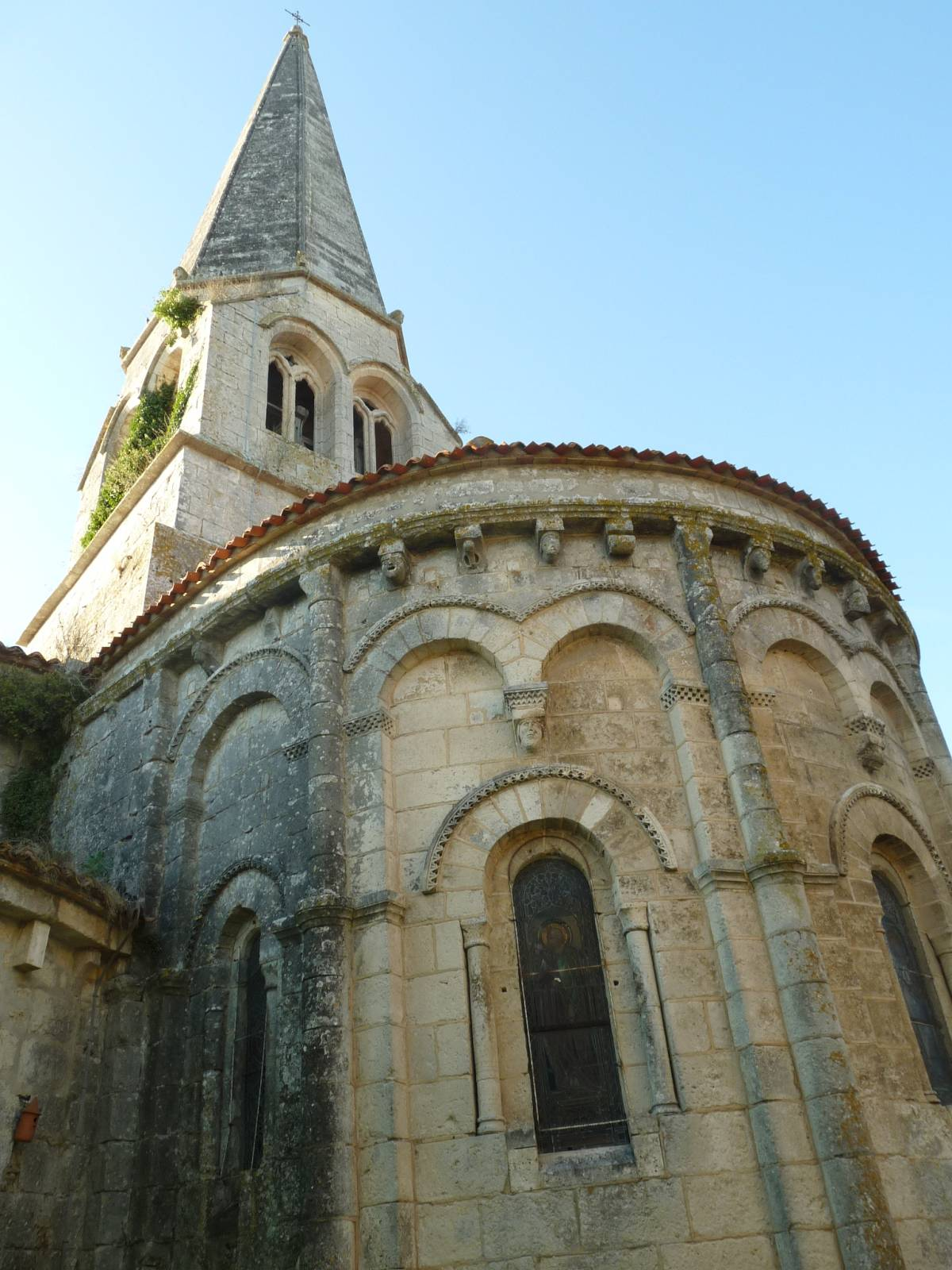
Église Notre-Dame

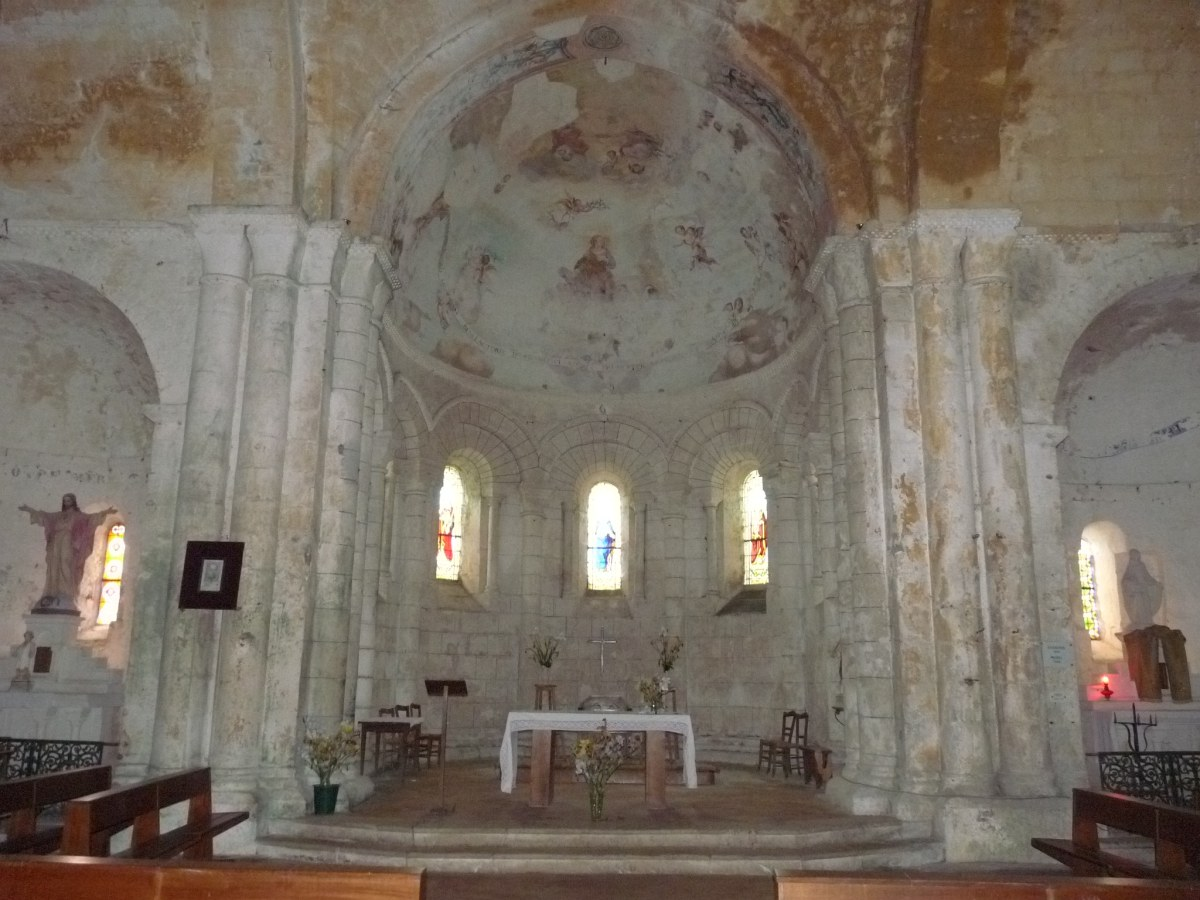
Querhaus und Apsiden

- Das Langhaus der romanischen Pfarrkirche (Église Notre-Dame) mit seinen kleinen und hochgelegenen Fenstern wird noch dem ausgehenden 11. Jahrhundert zugerechnet als der Bau die Kapelle einer Templer-Komturei war; die reich durch Arkaden gegliederte und mit Konsolfiguren geschmückte Apsis sowie das Querhaus mit seinen Seitenapsiden sind jedoch eindeutig das Werk des 12. Jahrhunderts, also der Hochromanik. Der quadratische Vierungsturm und sein oktogonaler Spitzhelm wurden nach schweren Sturmschäden im Jahr 1843 ausgebessert und teilweise erneuert. Das ansonsten eher einfach gestaltete Portal der Kirche präsentiert eine ungewöhnliche, mit einem Säulenfries und einem Diamantstab gestaltete Archivolte; im Portalgewände und in der links davon befindlichen Blendarkade sind Templerkreuze eingeritzt. Das einschiffige, von einem offenen Dachstuhl überspannte Langhaus endet in einem Chorbogen, der in die Vierung und ins Querhaus überleitet, deren drei Apsiden zusammen ein Triumphbogenschema ausbilden. Der untere Teil der Mittelapsis ist durch sieben Blendarkaden gegliedert, von denen drei durchfenstert sind; in der Kalotte finden sich Reste von barocken Fresken. Die seitlichen Apsiden sind innen wie außen ungegliedert und verfügen jeweils über nur ein kleines Ostfenster. Der Kirchenbau ist bereits seit 1846 als Monument historique[2] anerkannt.
- Unmittelbar neben der Kirche steht das sogenannte Château de Charmant – die ehemalige Templer-Komturei bzw. das Hauptgebäude des ehemaligen Priorates mit einer beachtenswerten Renaissance-Fassade sowie Rechteckfenstern mit Fensterkreuzen stammt in seiner heutigen Gestalt aus dem 16. Jahrhundert. Das von zwei vorgestellten Säulen flankierte Portal wird von einem balkonartigen Aufsatz mit Wappenschilden und einem querovalen Okulus überhöht. Der in Privatbesitz befindliche Gebäudekomplex wurde 1925 als Monument historique[3] anerkannt.

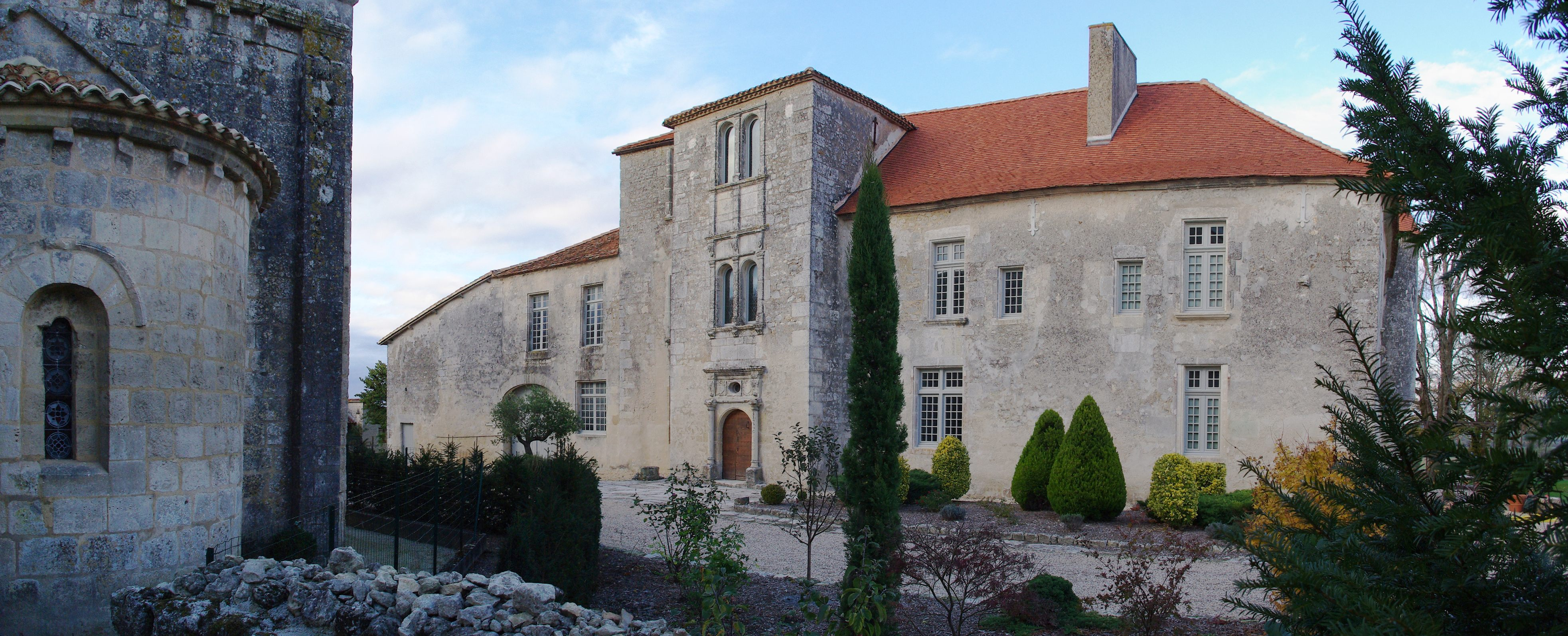
Château de Charmant
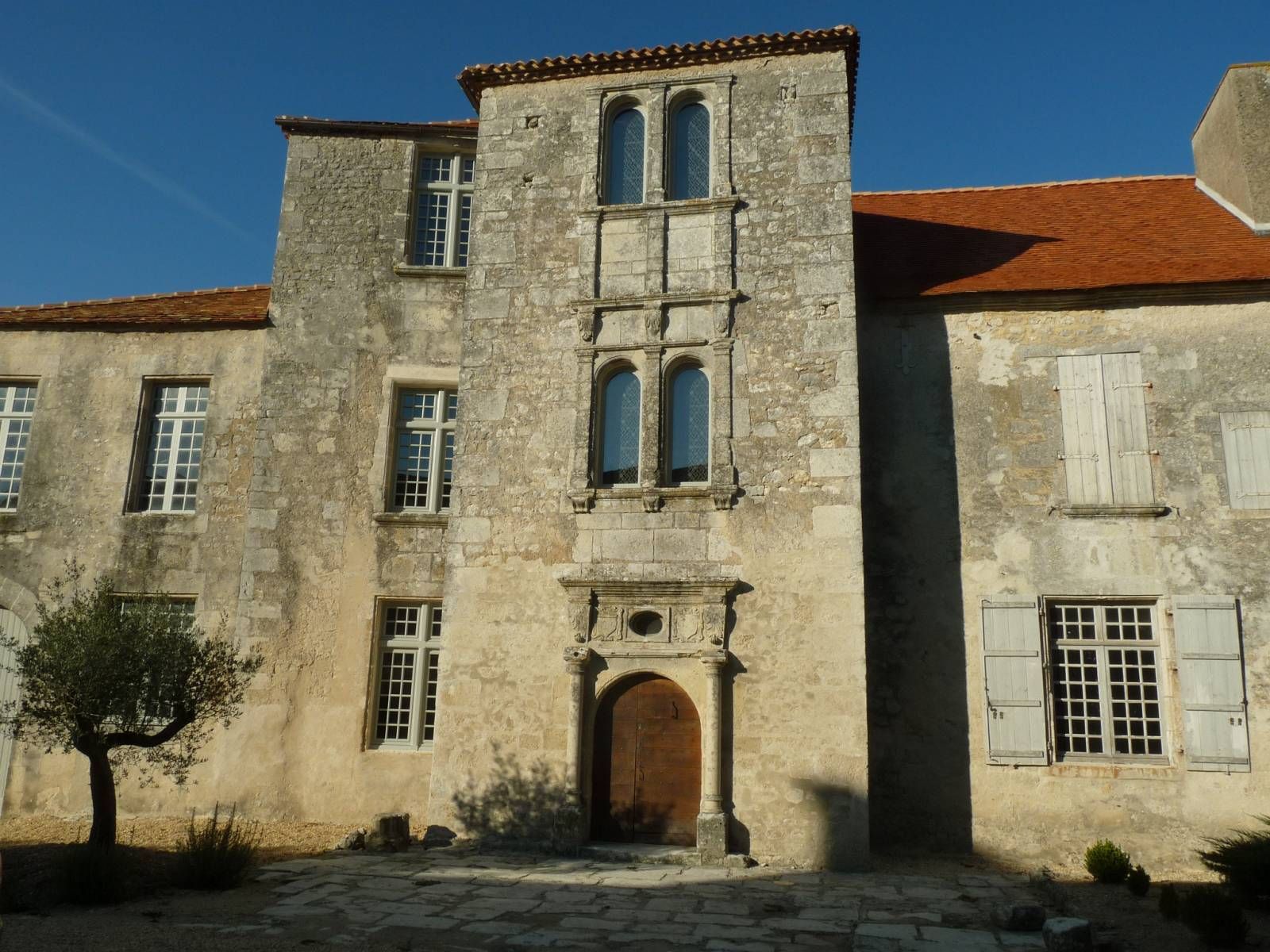
Portalzone
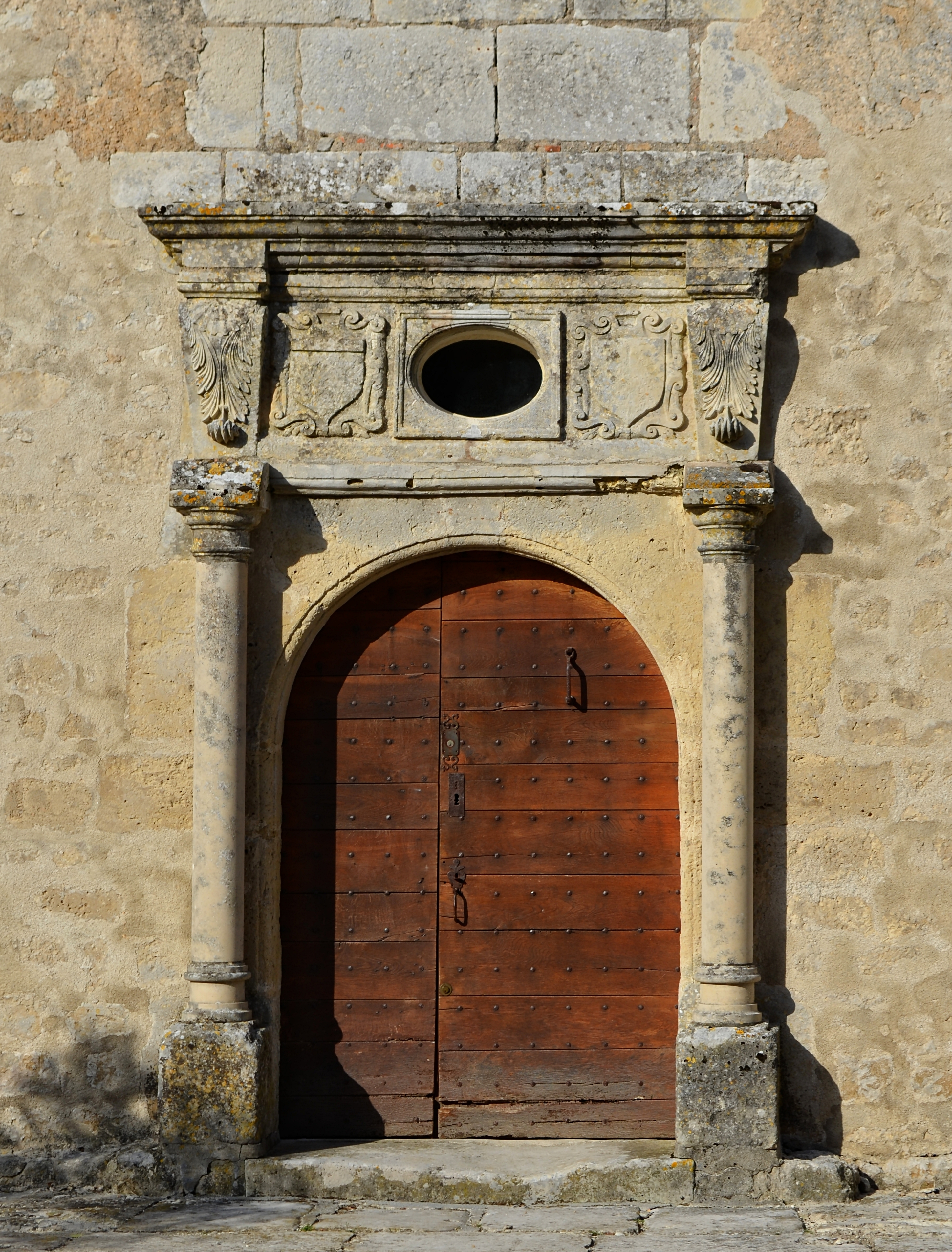
Portal

### Chavenat
- Die schmucklose und ungegliederte Apsis der Pfarrkirche von Chavenat (Église Saint-Cybard) sowie das Langhaus mit seinen kleinen Fenstern stammen noch aus dem 11. Jahrhundert. Die nach einem Triumphbogenschema gestaltete Fassade mit ihrem gut erhaltenen Konsolenfries unterhalb des Giebelfeldes ist dagegen ein Werk des 12. Jahrhunderts. Der Vierungsturm und der ihn begleitende Treppenturm wurden im 19. Jahrhundert erneuert. Der Kirchenbau ist seit dem Jahr 1996 als Monument historique[4] anerkannt.

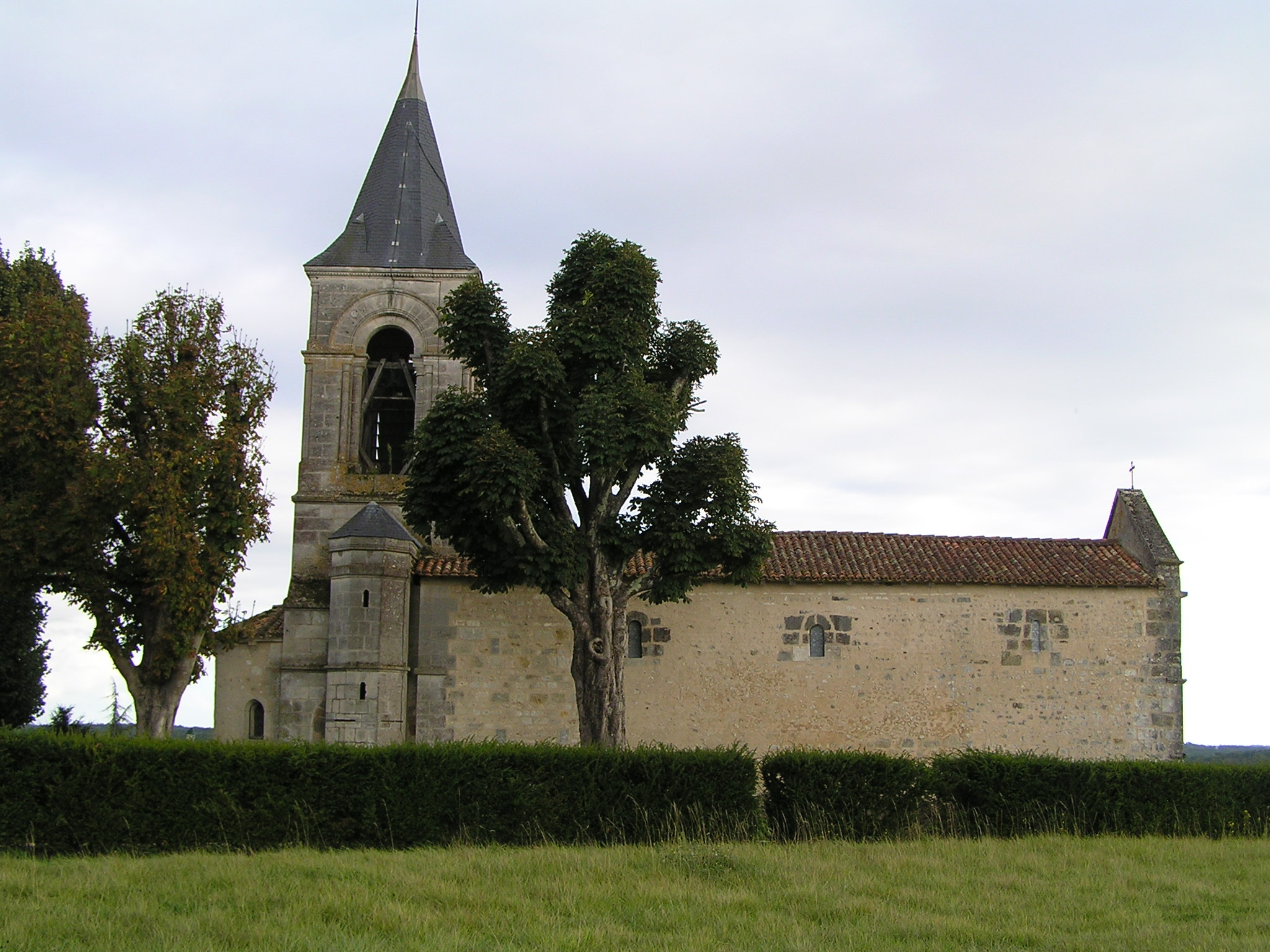
Ansicht von Norden
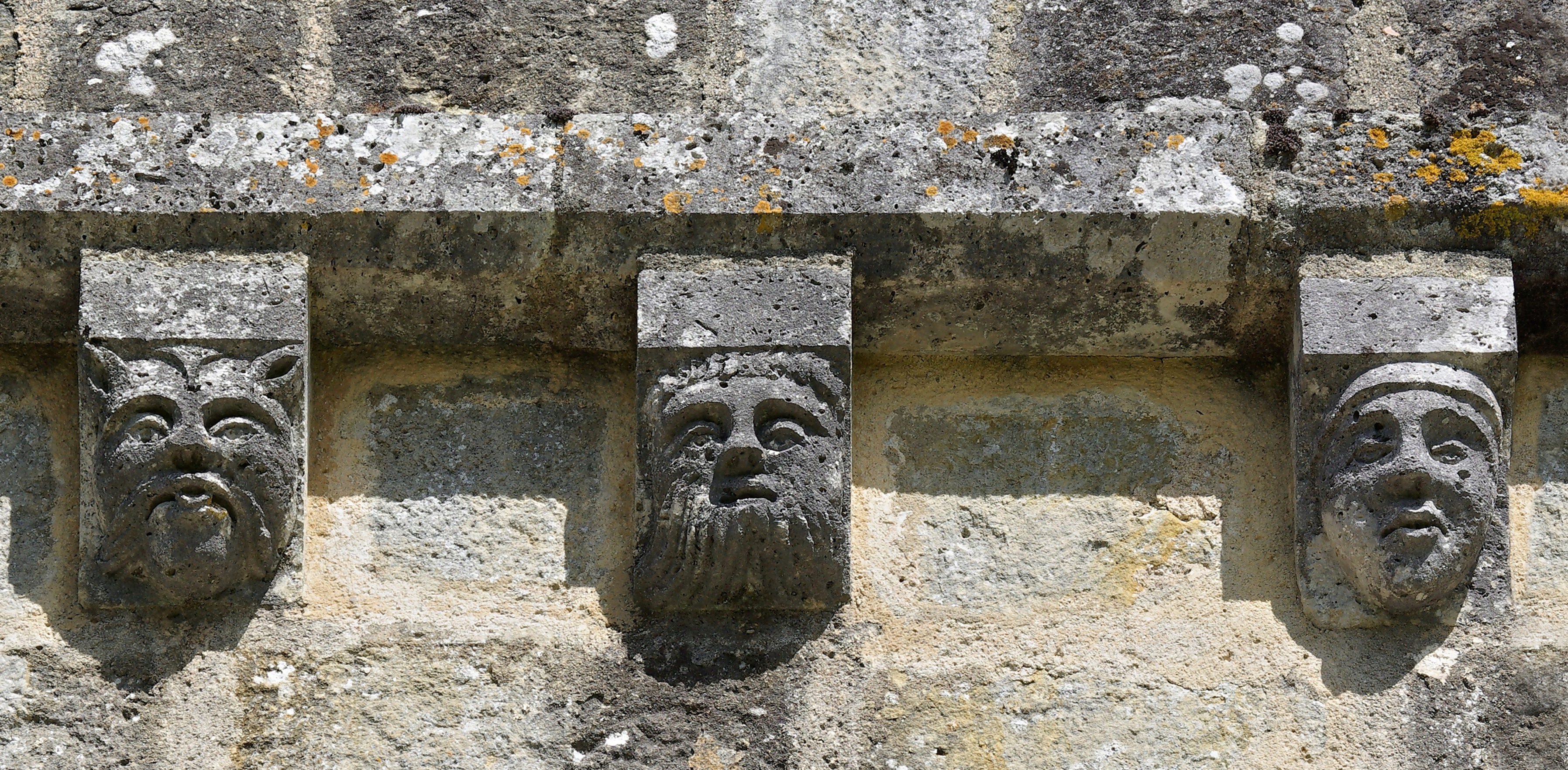
Konsolenfries an der Fassade

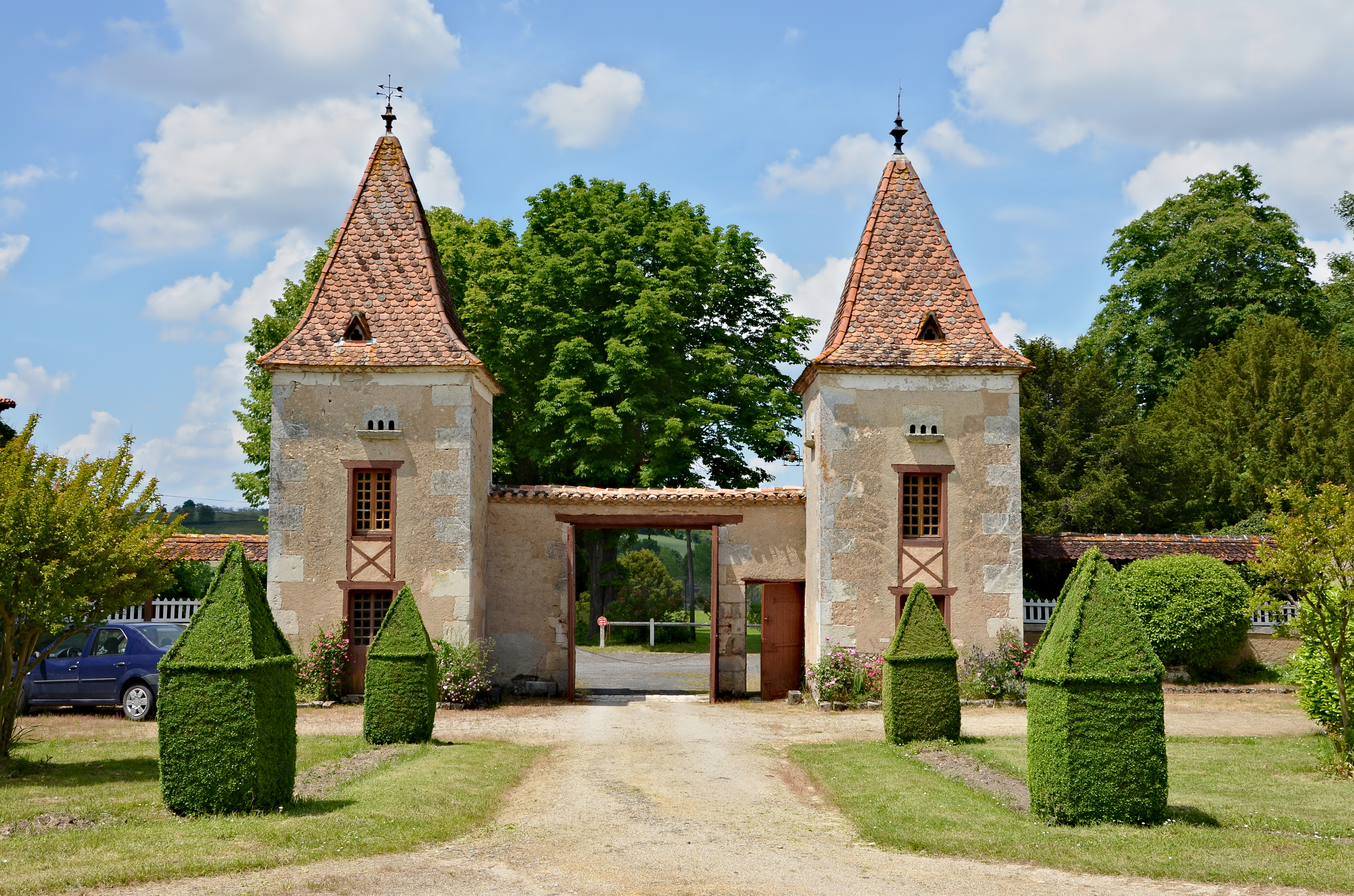
Domaine de Chénard (Portal)

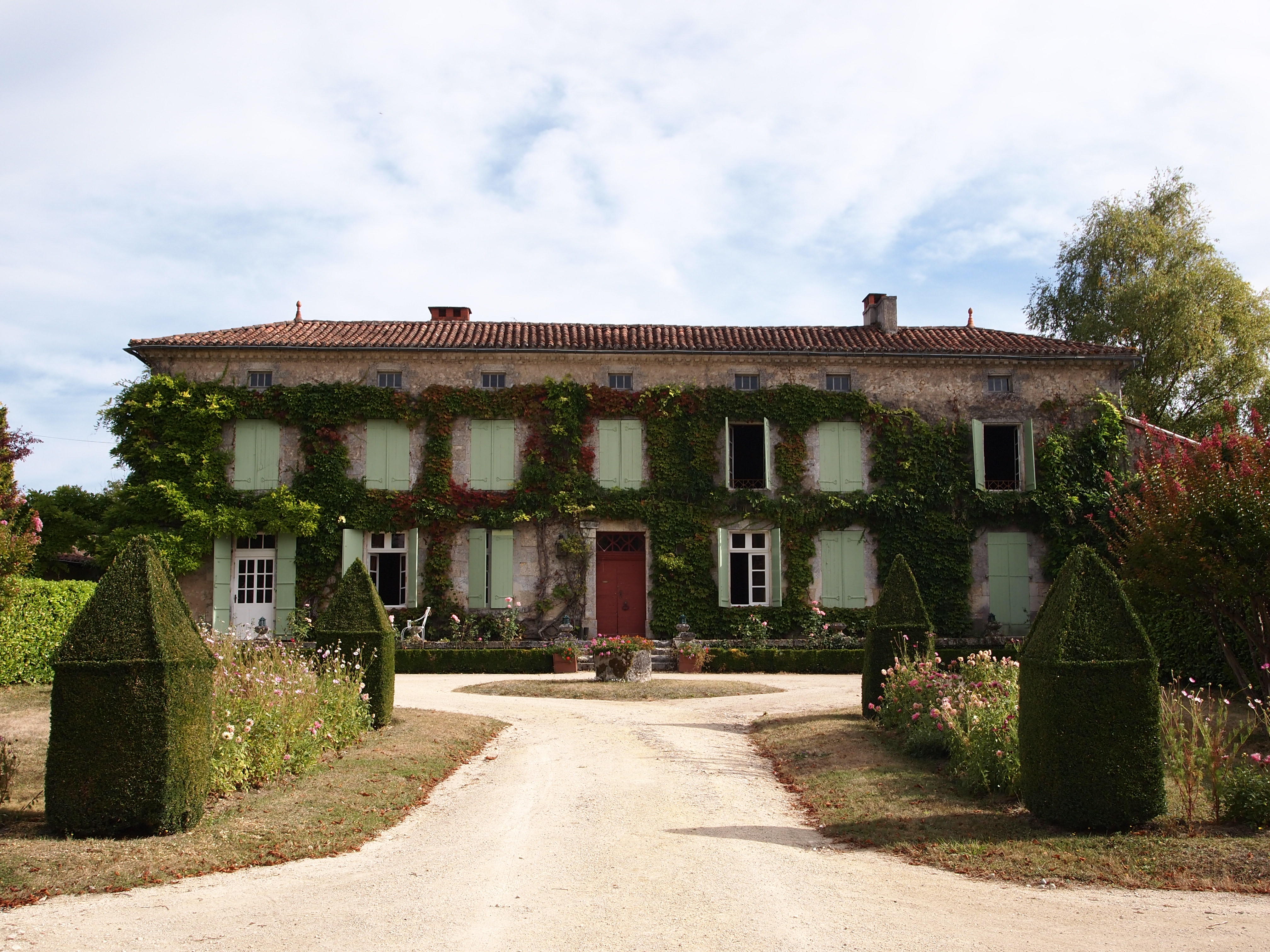
Domaine de Chénard (Logis)

- Die etwa zwei Kilometer südöstlich gelegene Domaine de Chénard (45° 26′ 36″ N, 0° 11′ 17″ O) ist ein pflanzenumrankter zweigeschossiger Baukomplex mit einem zweitürmigen historisierenden Eingangsportal aus dem ersten Viertel des 19. Jahrhunderts. Das Gebäude mitsamt seinem in den 1920er Jahren angelegten Garten befindet sich in Privatbesitz und ist seit 1992 als Monument historique[5] anerkannt.

### Juillaguet

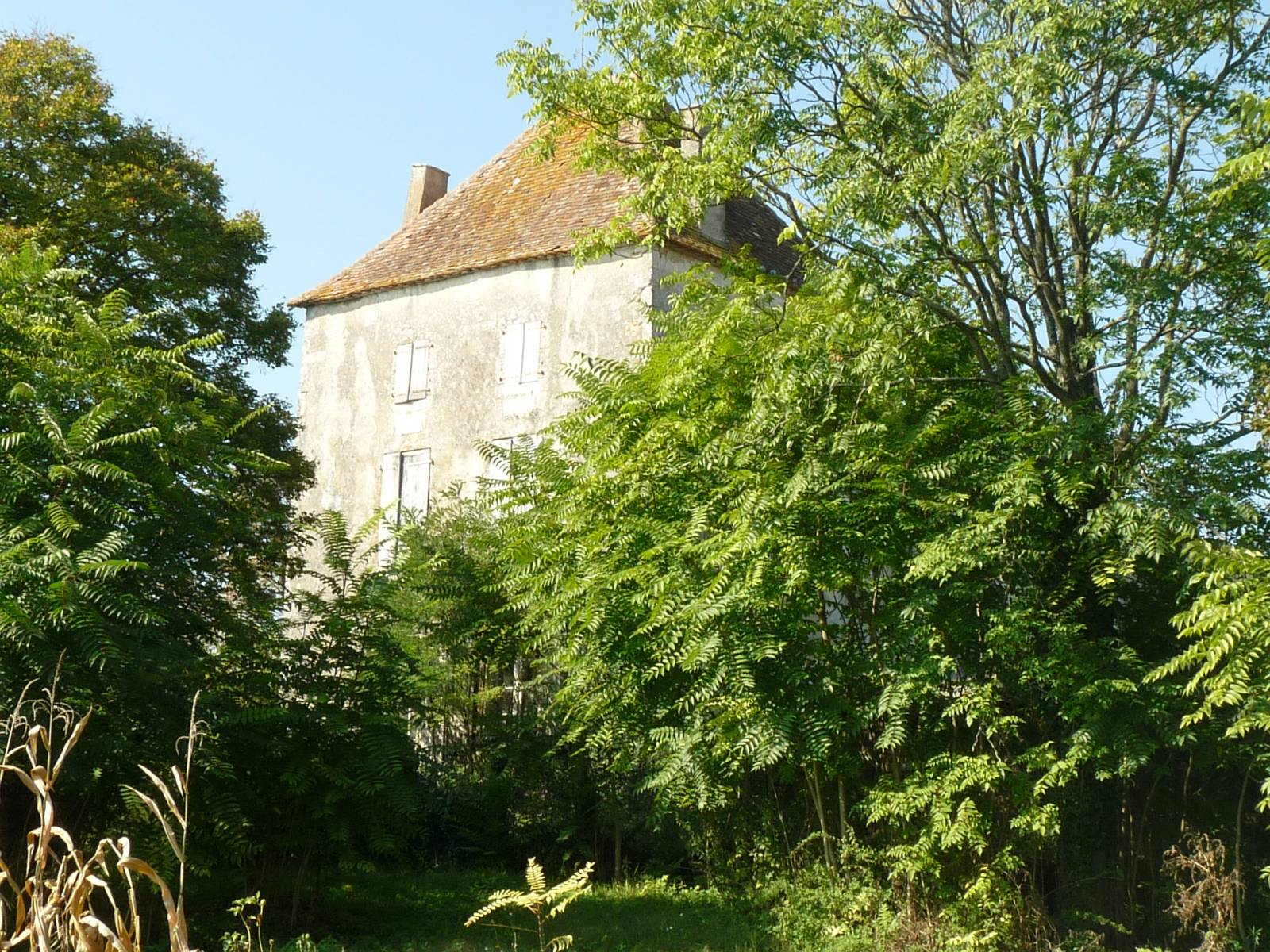
Château

- Die einschiffige romanische Pfarrkirche (Église Saint-Hilaire) stammt in Teilen noch aus dem 12. Jahrhundert, sie wurde jedoch später mehrfach verändert – u. a. wurden zwei Seitenkapellen angebaut. Auch der einfache Glockengiebel scheint eine spätere Hinzufügung zu sein.
- Das zweigeschossige Château de Juillaguet (oft auch nur als Logis bezeichnet) steht – hinter Büschen und Bäumen versteckt – im Ortszentrum und befindet sich in Privatbesitz.